# Kneža
Kneža – wieś w Słowenii, w gminie Tolmin. W 2018 roku liczyła 192 mieszkańców.